# 泉のバテシバ
『泉のバテシバ』（いずみのバテシバ、独: Bathseba am Springbrunnen、英: Bathsheba at the Fountain）は、フランドルのバロック期の巨匠ピーテル・パウル・ルーベンスが1635年ごろ、オーク板上に油彩で制作した絵画である。おそらく、画家はこの絵画を描くにあたり、彼の2番目の美しい妻エレーヌ・フールマンに触発された。ルーベンスの遺産目録中にあった作品で、現在、ドレスデンのアルテ・マイスター絵画館に所蔵されている。

## 作品
中央に描かれている人物は『聖書』に登場するバテシバである。バテシバの水浴は、スザンナの水浴と並んでルネサンス以降、最も愛好された『旧約聖書』の主題である。これらの主題は、美しく官能的な裸婦を描くための口実であった。
バテシバは、ウリヤ (ヒッタイト) の妻であった。『旧約聖書』の「サムエル記」（下巻）にある物語によれば、ある夕刻、ダビデ（画面上部左側に小さく描かれている）は、宮殿の屋上から美しい女バテシバが水浴しているのを見、恋に落ちた。後にダビデは彼女を身ごもらせ、彼女の夫ウリヤを前線に送って戦死させた。
本作は、彼女がダビデから会うための誘いの手紙を受け取っている姿を表している。バテシバは、彼女の髪を梳かしている侍女に付き添われている。犬が彼女の足元に見え、バテシバは笑顔で遠くの方を見ている。ダビデの手紙を届ける使者は『聖書』には言及されていないが、17世紀のオランダ絵画に使者が登場する作例が多数見出せる。しかし、本作のように黒人の少年が登場するのは異例である。異国趣味と色彩的効果が配慮されたものであろうか。